# Илич, Лука
Лу́ка И́лич (серб. Лука Илић; 2 июля 1999, Ниш, Сербия) — сербский футболист, полузащитник клуба «Реал Овьедо» и сборной Сербии.

## Клубная карьера

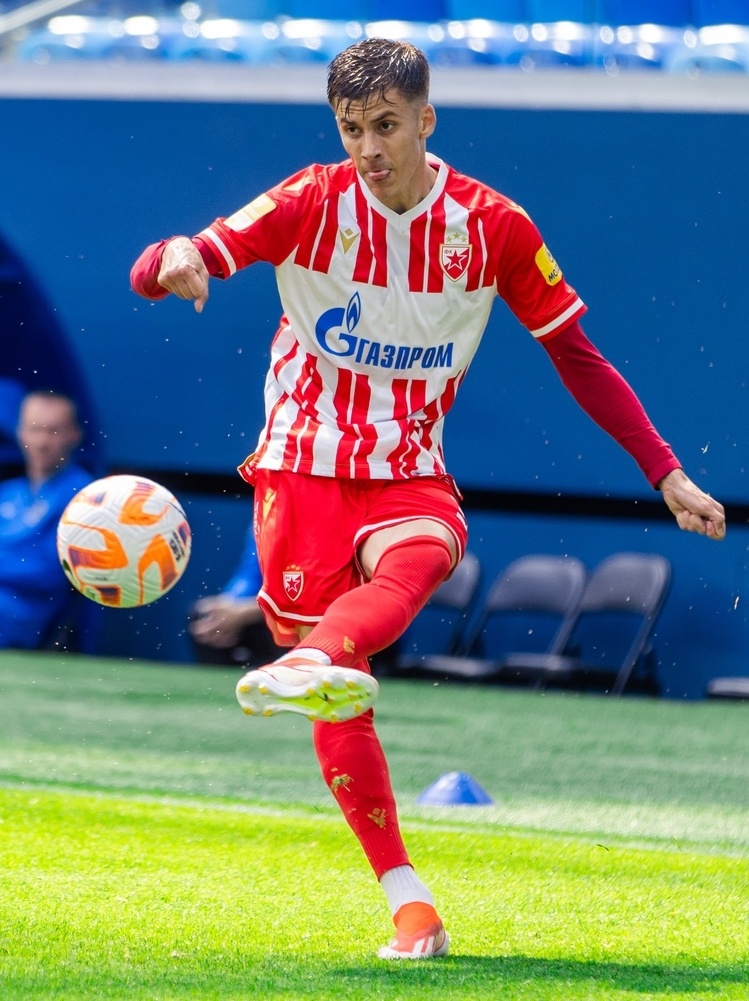
Илич в составе «Црвены Звезды»

Илич — воспитанник клубов «Реал Ниш» и «Црвена Звезда». К играм за взрослую команду Луку начал привлекать Миодраг Божович, который выпустил его на поле в товарищеском матче против болгарского «Лудогорца». В 2016 году подписал с клубом первый профессиональный контракт. 6 июля 2017 года в матче квалификации Лиги Европы против мальтийской «Флорианы» он дебютировал за основной состав в официальной встрече. Летом того же года Илич и его младший брат Иван перешли в английский «Манчестер Сити». Сумма трансферов составила 5 млн евро. Для получения игровой практики Лука был на год оставлен в «Црвене Звезде» на правах аренды. 13 августа в матче против «Бачка 1901» он дебютировал в чемпионате Сербии. 14 октября в поединке против «Мачва» Лука забил свой первый гол за «Црвену Звезду». По итогам сезона он стал чемпионом страны.
Летом Илич перешёл в нидерландский НАК Бреда. 12 августа в матче против АЗ он дебютировал в Эредивизи.
5 октября 2020 года перешёл на правах аренды в «Твенте».
30 января 2022 года перешёл во французский «Труа», подписав с клубом контракт на 2,5 года.

## Международная карьера
В 2016 году в составе юношеской сборной Сербии Илич принял участие в юношеском чемпионате Европы в Азербайджане. На турнире он сыграл в матчах против команд Испании и Нидерландов.

## Личная жизнь
Лука родился в спортивной семье. Его отец Срджан — бывший профессиональный футболист, известный по выступлениям за «Раднички». Мать, Даниэла — профессиональная баскетболистка. Брат, Иван также является профессиональным футболистом.

## Достижения
Командные
«Црвена Звезда»
- Чемпионат Сербии по футболу — 2017/2018